# ۱۸۴۱
در این صفحه وقایع سال ۱۸۴۱ میلادی ارائه شده است:

## رویدادها
- اشغال هنگ کنگ بوسیله بریتانیا

## زادروزها
- ۲۵ فوریه - پیر آگوست رنوار نقاش امپرسیونیست فرانسوی
- ۹ نوامبر - ادوارد هفتم، پادشاه پادشاهی متحده
- ۱۴ ژانویه – برت موریسو، نقاش فرانسوی (د. ۱۸۹۵)
- ۲۸ ژانویه – هنری مورتون استنلی، ژورنالیست، نویسنده، کاشف، و سیاست‌مدار بریتانیایی (د. ۱۹۰۴)
- ۲۸ سپتامبر – ژرژ کلمانسو، ژورنالیست و سیاست‌مدار فرانسوی (د. ۱۹۲۹)
- ۱۶ اکتبر – ایتو هیروبومی، سیاست‌مدار و دیپلمات ژاپنی (د. ۱۹۰۹)
- ۲۰ نوامبر – ویلفرد لاوریر، سیاست‌مدار و وکیل کانادایی (د. ۱۹۱۹)
- ۲۰ دسامبر – فردیناند بویسون، سیاست‌مدار فرانسوی (د. ۱۹۳۲)

## مرگها
- ۱۷ فوریه – فردیناندو کارولی، آهنگساز ایتالیایی (ز. ۱۷۷۰)
- ۱۶ مارس – فلیکس ساوار، فیزیک‌دان فرانسوی (ز. ۱۷۹۱)
- ۴ آوریل – ویلیام هنری هریسون، سیاست‌مدار و دیپلمات آمریکایی (ز. ۱۷۷۳)
- ۲۵ سپتامبر – جان چندلر، سیاست‌مدار آمریکایی (ز. ۱۷۶۲)